# Takashi Kokubo
Takashi Kokubo (* 1956 in Tokio, Japan) ist ein japanischer Musiker und Sound-Umgebungsdesigner und ein Vertreter der Kankyō-Ongaku-Bewegung, zu der auch Hiroshi Yoshimura gehörte. Er veröffentlicht vor allem elektronische Ambientmusik und Signaltonfolgen.
Er hat mit vielen anderen berühmten Musikern kooperiert, darunter Ryuichi Sakamoto. Zu seinen bekanntesten Werken gehören der Erdbebenalarm-Warnton auf japanischen Handys sowie der Bestätigungston bei Kreditkartenzahlung.
Die Kompilation Kankyo Ongaku – Japanese Ambient, Environmental & New Age Music 1980–1990, die auch ein Werk von Takashi Kokubo enthält, wurde 2020 für den Grammy Award nominiert.

## Werke (Auswahl)
| Jahr | Titel                                                                  | Label             |
| ---- | ---------------------------------------------------------------------- | ----------------- |
| 1987 | Get at the wave                                                        | Sanyo             |
| 1990 | GAIA                                                                   | Cyber Phonic      |
| 1993 | Oasis of the wind II: A story of forest and water                      | Studio Ion        |
| 1994 | Giga                                                                   | Inner Space Music |
| 1998 | Great Barrier Reef: Australia                                          | Columbia          |
| 1998 | Borneo: Malaysia                                                       | Columbia          |
| 1998 | Matamanoa Islan: Fiji                                                  | Columbia          |
| 2006 | Water                                                                  | Studio Ion        |
| 2007 | Takashi Kokubo Healing Collection: Quiet Comfort (Best of Compilation) | Studio Ion        |